# Charles Lucet
Pour les articles homonymes, voir Lucet.
Charles Ernest Lucet, né le 16 avril 1910 à Paris où il est mort le 25 mars 1990, est un diplomate français.
Il a été ambassadeur de France aux États-Unis. 
Il est le père de Jean-Louis Lucet né en juillet 1933.